# Sărmaș
Sărmaș (węg. Salamás) – wieś w Rumunii, w okręgu Harghita, w gminie Sărmaș. W 2011 roku liczyła 686 mieszkańców.